# Zsigmond Móricz

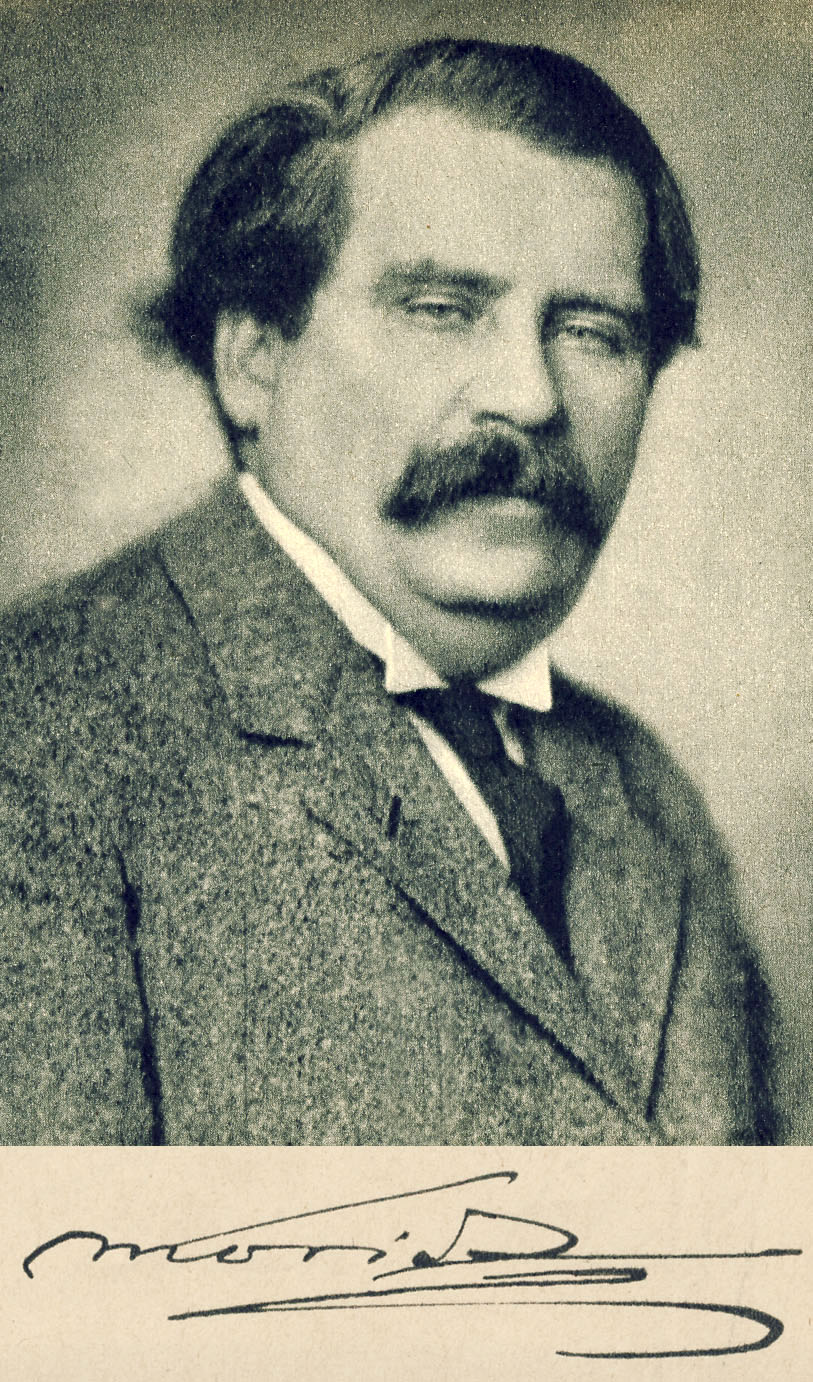
Zsigmond Móricz.

Zsigmond Móricz, född 1879, död 1942, var en ungersk författare.
Móricz är framför allt känd för sina naturalistisk-realistiska skildringar av sociala och mänskliga problem och konflikter. Hans mest kända romaner är Var god livet ut (1920), Facklan (1921), Den lycklige mannen (1935) och den självbiografiska Mitt livs roman (1939). Han skrev även historiska romaner.